# Acanthogryllus fortipes
Acanthogryllus fortipes är en insektsart som först beskrevs av Walker, F. 1869.  Acanthogryllus fortipes ingår i släktet Acanthogryllus och familjen syrsor. Inga underarter finns listade i Catalogue of Life.